# Arnold Bode
Arnold Bode   (Kassel, 23 de desembre de 1900 - Kassel, 3 d'octubre de 1977) va ser un arquitecte, pintor, dissenyador i conservador alemany.

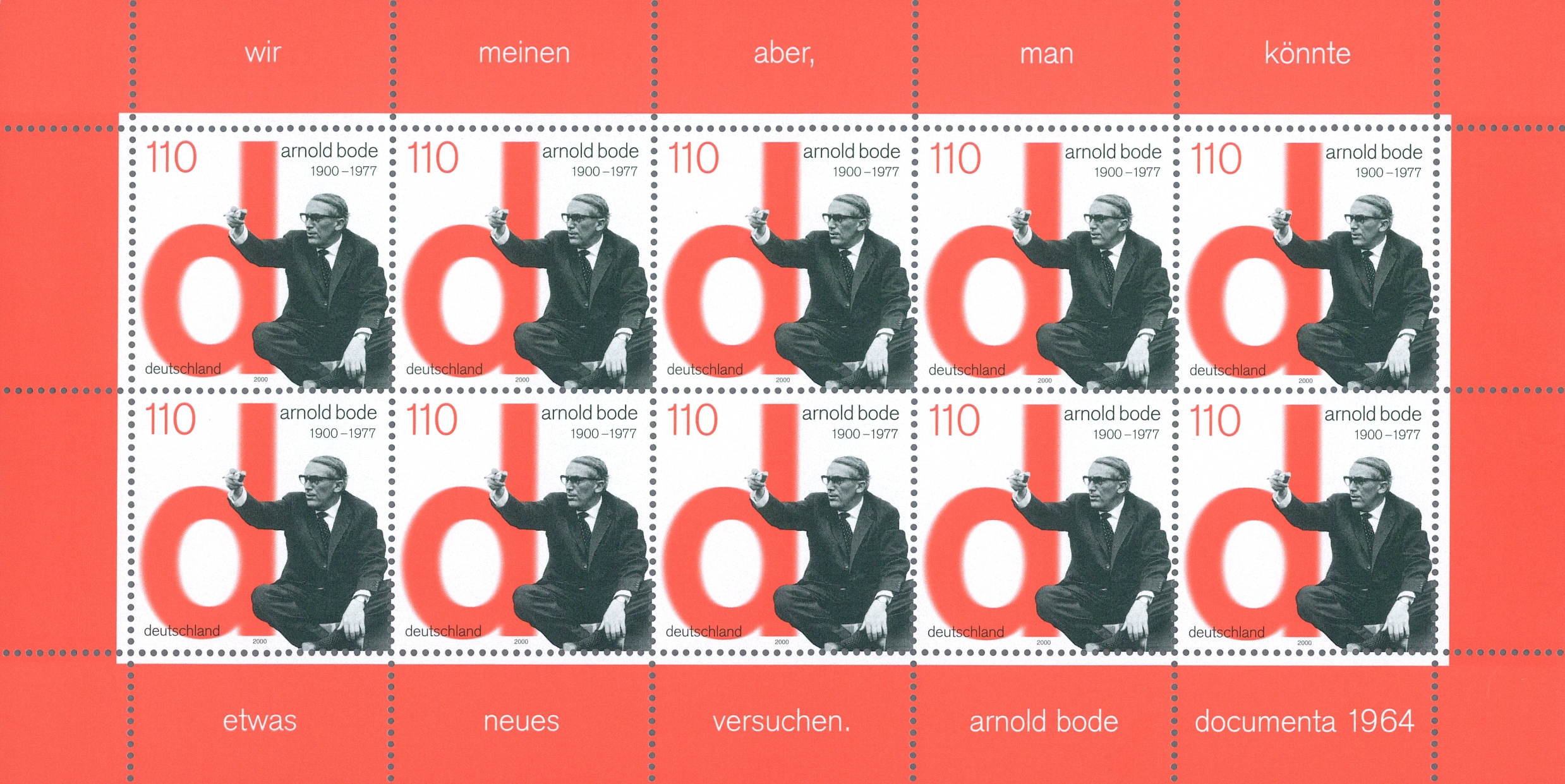
Bloc de segells emesos el 2000, commemoratius de Bode i la documenta III (1964)

Arnold va néixer a Kassel, Alemanya. Del 1928 al 1933, va treballar com a pintor i professor universitari a Berlín. No obstant això, quan els nazis van arribar al poder el van prohibir de la seva professió. Va tornar a la seva ciutat natal, Kassel, després de la guerra.
Va organitzar la primera exposició documenta a Kassel el 1955. S'oferia una visió general de l'art del segle XX que utilitza grans espais d'una manera innovadora. Fou un èxit sense precedents. La revista Frieze afirma: 'la singularitat de la documenta es fa evident en comparació amb la Biennal de Venècia, que va començar el 1895 i va inspirar la Bienal de São Paulo el 1951 abans de generar infinites còpies a tot el món als anys noranta. Després de la construcció del primer pavelló nacional el 1907 per Bèlgica al Giardini, la Biennal es va convertir en un camp de batalla entre països, els seus artistes i els seus pavellons: unes olimpíades d'art. Per contra, l'internacionalisme de la documenta continua arrelat en els fracassos del nacionalisme: la derrota i les penúries materials provocades pel nacionalsocialisme i la vergonya reprimida que envolta l'Holocaust”.
Bode va organitzar tres exposicions documentas més, acabant amb la documenta 4. D'altres, des de llavors, han continuat produint regularment exposicions documentas a Kassel. Bode va rebre la Creu Federal del Mèrit alemanya el 1974.
La filla de Bode és Renee Nele.